# 현대 M 플랫폼
현대 M 플랫폼은 현대자동차그룹의 후륜구동 방식의 중형차 및 대형차 플랫폼으로, 2008년 현대 제네시스에 처음 적용되어 현대자동차·기아·제네시스의 일부 차량에 적용되고 있다.

## 개요
현대자동차그룹이 개발한 후륜구동 방식의 플랫폼이다. 2008년 출시된 현대 제네시스 1세대에 처음 적용되었다. 

## M1 플랫폼
적용 차량은 다음과 같다.
- 현대 제네시스 BH
- 현대 제네시스 쿠페
- 현대 에쿠스 VI
- 기아 K9 KH

## M2 플랫폼
적용 차량은 다음과 같다.
- 현대 제네시스 DH
- 기아 스팅어
- 기아 K9 RJ
- 제네시스 EQ900
- 제네시스 G90 HI PE
- 제네시스 G80 DH PE
- 제네시스 G70

## M3 플랫폼
적용 차량은 다음과 같다.
- 제네시스 GV80
- 제네시스 G80 RG3
- 제네시스 GV70
- 제네시스 G90 RS4